# Abernathy Kids to the Rescue
Abernathy Kids to the Rescue è un cortometraggio muto del 1910 diretto da Travers Vale.

## Produzione
Fu il primo film prodotto dalla Champion Film Company, una compagnia che era stata appena fondata da Mark M. Dintenfass e che in seguito sarebbe confluita nell'Universal Film Manufacturing Company.

## Distribuzione
Distribuito dalla Motion Picture Distributors and Sales Company, il film - un cortometraggio di una bobina - uscì nelle sale cinematografiche statunitensi il 13 luglio 1910.